# 15&
15& (en hangul, 피프틴앤드; conocido también como Fifteen And) fue un dúo musical surcoreano, formado por JYP Entertainment en 2012. Estaba compuesto por Baek Ye-rin (que dejó en abril de 2015). y Park Ji-min. Ambas debutaron con el sencillo «I Dream» el 5 de octubre de 2012.

## Historia

### Formación
En 2012, Jimin ganó el primer lugar en el programa K-pop Star, donde se le dio la oportunidad de firmas con las tres agencias más grandes de Corea del Sur (SM Entertainment, JYP Entertainment y YG Entertainment), ella eligió firmar con JYP el 21 de mayo.
Cuando Yerin tenía diez años, fue presentada como una «genio del R&B» en Star King. En 2008, hizo una audición con «Listen» de Beyoncé y fue aceptada como aprendiz al mismo tiempo que Wooyoung de 2PM y Doojoon de Highlight.

### 2012-13: Debut
«I Dream», el sencillo debut del dúo, fue lanzado el 5 de octubre de 2012. 15& debutó oficialmente el 7 de octubre de 2012 en Inkigayo. El 12 de octubre, 15& realizó conciertos en distintos centros de estudios. Actuaron en Chungdam Middle School, Eonnam Middle School, Sungil Information High School y Dankook University. Durante un total de ocho horas, realizaron un concierto sorpresa en cada escuela, interpretando su canción debut y sus covers de «Put It in a Love Song» de Alicia Keys y «Ma Boy» de Sistar19. El evento atrajo a un total de 5 000 personas. No solo los estudiantes que asistieron a las escuelas estaban allí, sino también los ciudadanos que vivían cerca y que escucharon la noticia del concierto gratuito.
El segundo sencillo del dúo, «Somebody» fue lanzado el 7 de abril de 2013. En el vídeo musical se parodiaba a los jueces de K-pop Star, mientras reaccionaban a los cameos de J.Y. Park y otros concursantes de K-pop Star 1. En el mismo día, 15& interpretó la canción en la final de K-pop Star 2. Tras su lanzamiento el mismo día, la canción se ubicó a la cima de las listas musicales en Olleh, Melon, Daum y otros.

### 2014-19: Separación
«Can't Hide It», el tercer sencillo del dúo, fue lanzado el 13 de abril de 2014. En el mismo día, interpretaron la canción en el escenario de K-pop Star 3. También fue revelado que el primer álbum de 15& sería lanzado en mayo de 2014. Sugar fue lanzado el 26 de mayo de 2014 y tres días realizaron su regreso en M! Countdown.
15& lanzó su cuarto sencillo, «Love Is Madness» en colaboración con Kanto de Troy el 8 de febrero de 2015. Interpretaron la canción por primera vez, junto a otros temas el 14 de febrero en su concierto por el Día de San Valentín.
Después de cuatro años de inactividad, el vencimiento y la no renovación del contrato de Jimin con JYP Entertainment en agosto de 2019 llevaron a la disolución de facto del grupo.

## Discografía

### EP
| Título | Detalles                                                                                          | Mejor posición | Ventas        |
| Título | Detalles                                                                                          | COR            | Ventas        |
| ------ | ------------------------------------------------------------------------------------------------- | -------------- | ------------- |
| Sugar  | - Lanzamiento: 26 de mayo de 2014 - Discográfica(s): JYP Entertainment - Formato(s): CD, descarga | 9              | - COR: 2 000+ |

### Sencillos
| Título                                | Año  | Mejor posición | Mejor posición | Ventas          | Álbum     |
| Título                                | Año  | COR (Gaon)     | COR (Hot 100)  | Ventas          | Álbum     |
| ------------------------------------- | ---- | -------------- | -------------- | --------------- | --------- |
| «I Dream»                             | 2012 | 6              | 11             | - COR: 823 170+ | Sugar     |
| «Somebody»                            | 2013 | 3              | 10             | - COR: 746 025+ | Sugar     |
| «Can't Hide It» (티가 나나봐)         | 2014 | 1              | 3              | - COR: 671 971+ | Sugar     |
| «Sugar»                               | 2014 | 17             | 36             | - COR: 189 829+ | Sugar     |
| «Love Is Madness» (con Kanto de Troy) | 2015 | 2              | —              | - COR: 635 283+ | Sin álbum |

### Otras canciones
| Título                   | Año  | Mejor posición | Ventas        | Álbum (DL) |
| Título                   | Año  | COR Gaon       | Ventas        | Álbum (DL) |
| ------------------------ | ---- | -------------- | ------------- | ---------- |
| «Rain & Cry»             | 2014 | 46             | - COR: 52 613 | Sugar      |
| «Star»                   | 2014 | 85             | - COR: 25 834 | Sugar      |
| «Not Today Not Tomorrow» | 2014 | 95             | - COR: 23 805 | Sugar      |